# The Everly Brothers (musikalbum)
The Everly Brothers är ett album utgivet 1958 av The Everly Brothers. Albumet var duons första LP och det gavs ut på skivbolaget Cadence Records.
Simon and Garfunkel har spelat in två av albumets låtar. "Bye Bye Love" återfinns på duons album Bridge over Troubled Water från 1970. "Wake Up Little Susie" finns med på livealbumet The Concert in Central Park 1982.
Albumet nådde Billboard-listans 16:e plats.

## Låtlista
Singelplacering i Billboard inom parentes. Placering i England=UK

### Sid A
1. "This Little Girl of Mine" (Ray Charles)
2. "Maybe Tomorrow" (Don Everly/Phil Everly)
3. "Bye Bye Love" (Felice Bryant/Boudleaux Bryant) (#2, UK #6)
4. "Brand New Heartache" (Felice Bryant/Boudleaux Bryant)
5. "Keep a Knockin'" (Little Richard)
6. "Be-Bop-A-Lula" (Tex Davis/Gene Vincent)

### Sid B
1. "Rip It Up" (Robert "Bumps" Blackwell/John Marascalco)
2. "I Wonder If I Care as Much" (Don Everly/Phil Everly) (#2)
3. "Wake Up Little Susie" (Felice Bryant/Boudleaux Bryant) (#1, UK #2)
4. "Leave My Woman Alone" (Ray Charles)
5. "Should We Tell Him" (Don Everly/Phil Everly)
6. "Hey Doll Baby" (traditionell/Titus Turner)